# پاتا آنجاسی
پاتا آنجاسی (به اسپانیایی: Pata Anjasi) یک کوه در پرو است که در Peru, Puno Region واقع شده‌است. پاتا آنجاسی ۵٬۰۰۰ متر بالاتر از سطح دریا واقع شده‌است.